# Pfarrkirche Dorfgastein

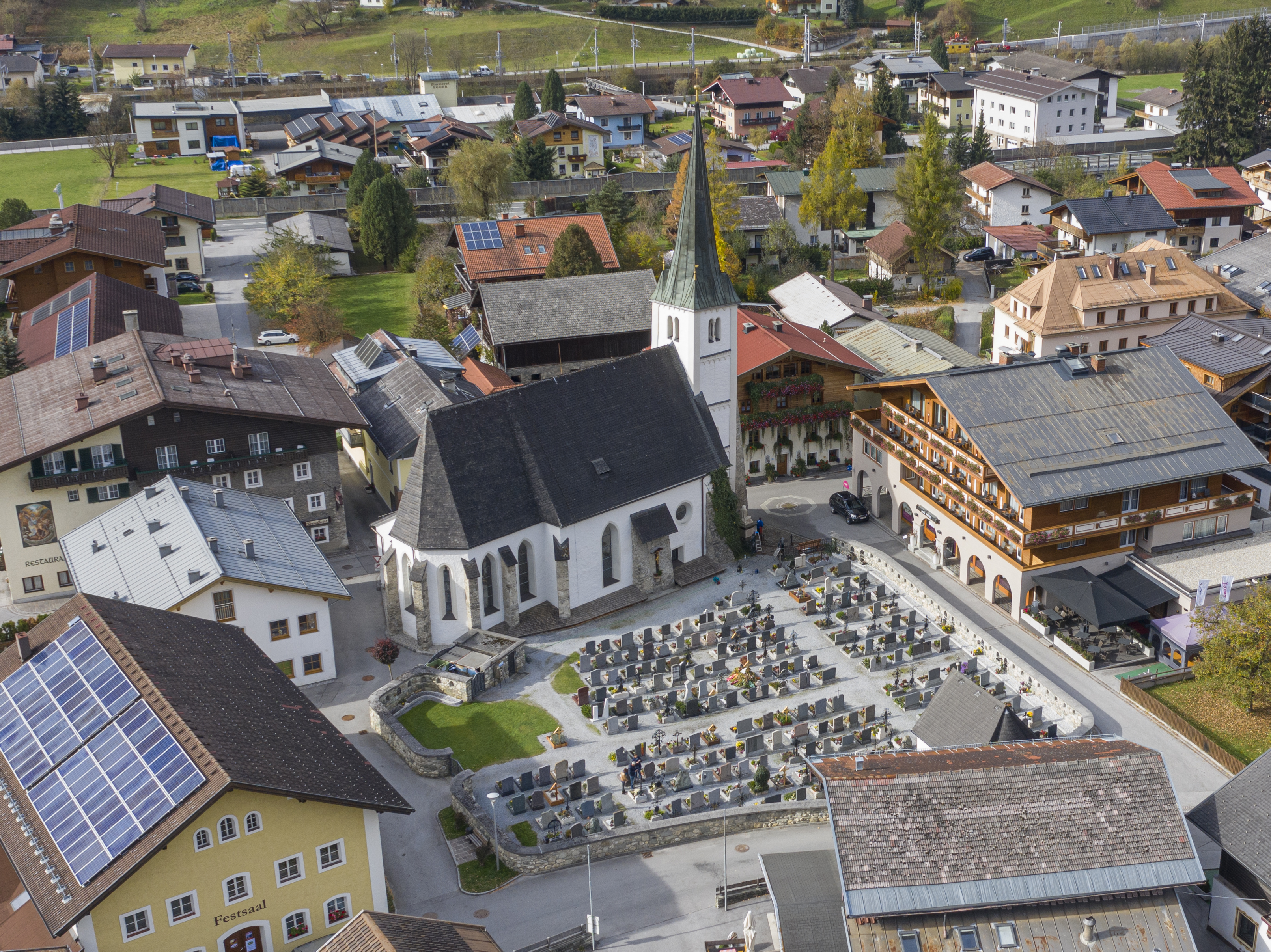
Katholische Pfarrkirche Hll. Rupert und Virgil in Dorfgastein

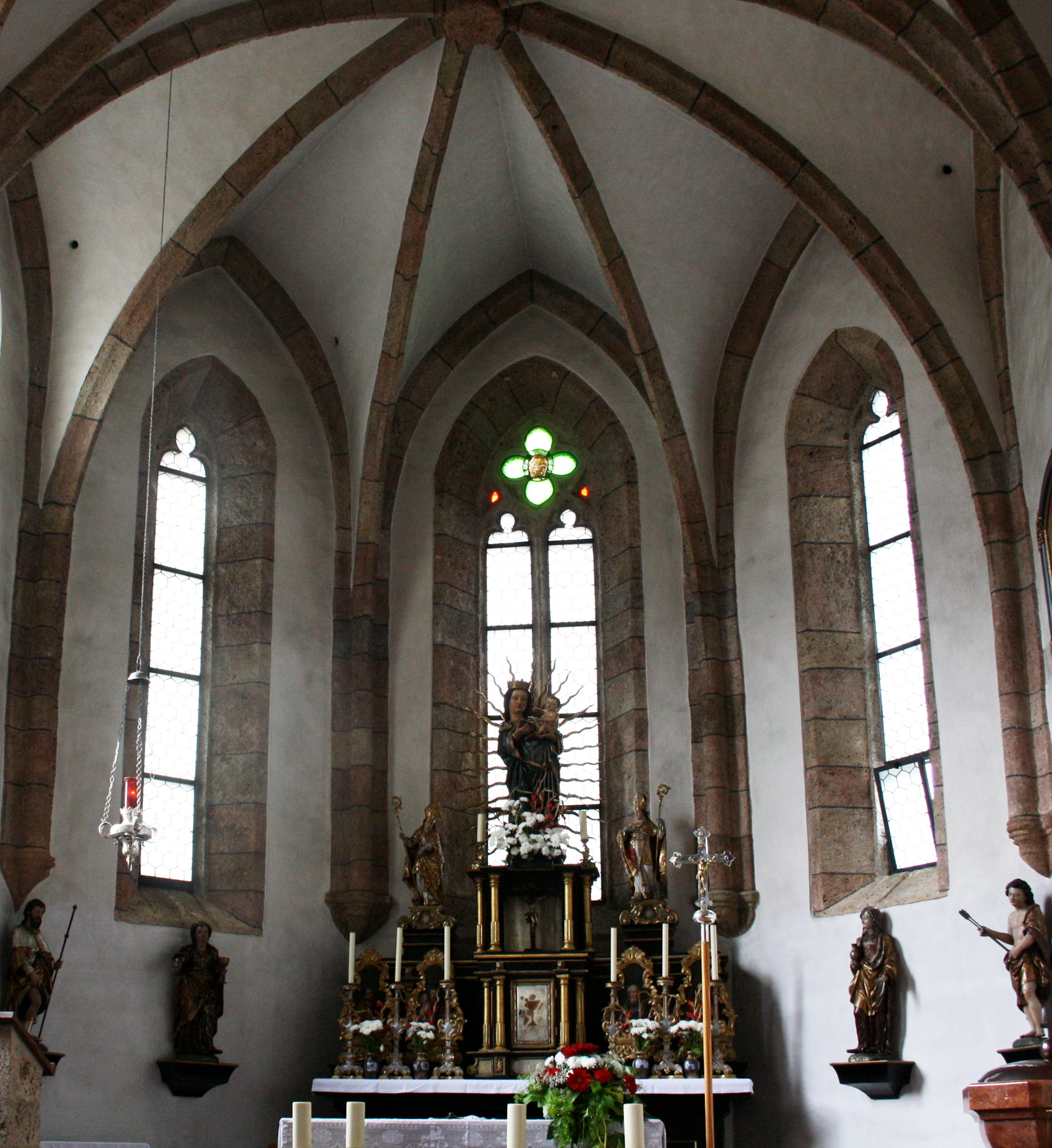
Chor, Blick zum Hochaltar

Die römisch-katholische Pfarrkirche Dorfgastein steht in der Mitte der Ortschaft der Gemeinde Dorfgastein im Bezirk St. Johann im Pongau im Land Salzburg. Die dem Patrozinium der Heiligen Rupert und Virgil unterstellte Pfarrkirche gehört zum Dekanat Taxenbach in der Erzdiözese Salzburg. Die Kirche steht unter Denkmalschutz (Listeneintrag).

## Geschichte
In einer heute verschollenen Chiemseer Urkunde wurde 1350 erstmals eine Kirche in Dorfgastein schriftlich erwähnt. In der Filialkirche der Pfarrkirche Bad Hofgastein wurde 1735 ein Vikariat eingerichtet, für das auch ein neues Vikariatshaus (später Pfarrhof) gebaut wurde. Die selbständige Pfarre wurde im Jahr 1857 gegründet.
Nach 1616 wurden am Turm und Langhaus zusätzlich Stützmauern angebracht. 1837 wurde die Kirche renoviert. Restaurierungen erfolgten 1926, 1947/1948, 1956 außen und 1972 innen.

## Architektur
Die frühgotische Kirche mit einem im Kern wohl romanischen Nordturm ist nicht geostet, sondern nach Süden ausgerichtet. Östlich grenzt der Friedhof Dorfgastein an.
Das Kirchenäußere zeigt ein einschiffiges Langhaus und einen eingezogenen Chor mit einem polygonalen Schluss, mit abgeschrägten Stützpfeilern nach 1616. Die Fassaden unter einem Satteldach haben Spitzbogen-, Rechteck- und Kreisfenster. Im Norden befindet sich ein gotisches gekehltes Spitzbogenportal. Der vorgestellte Nordturm zeigt an der Fassade durch Zahnfries angedeutete Geschoße, im obersten Geschoß mit rundbogigen Schallfenstern, teils mit je zwei Mittelsäulen und Kelchkapitellen, der Turm trägt einen Spitzhelm mit türmchenartigen Aufsätzen an den Ecken. Die zweigeschoßige Sakristeianbau westlich am Chor ist ein späterer Neubau, der 1965 erweitert wurde.
An der Ostseite des Turmes befindet sich das Kriegerdenkmal, geschaffen von Lois Lidauer.
Das Kircheninnere zeigt ein zweijochiges gotisches Langhaus mit Kreuzrippengewölben mit Gurten auf Runddiensten und runden Schlusssteinen. Im nördlichen Joch steht eine Empore aus Holz vom Tischler Wolf Hofler 1687, die Brüstung zeigt Apostelbilder. Der abgefaste Triumphbogen ist spitzbogig. Der gotische Chor mit einem Fünfachtelschluss hat ein Kreuzrippengewölbe auf Konsolen mit Wülsten, die drei Spitzbogenfenster haben teils einen gotischen Maßwerkansatz. Im mittigen Chorfenster ist eine Glasmalerei mit dem Kopf Christi aus der ersten Hälfte des 15. Jahrhunderts zu sehen, die 2001 in den Werkstätten des Bundesdenkmalamtes restauriert und mit einer Außenschutzverglasung versehen wurde. In der Westwand befindet sich ein abgefastes rundbogiges Sakristeiportal mit einer Eisenplattentür. Die spitzbogig geöffnete Turmhalle hat ein flaches Kreuzgratgewölbe.

## Einrichtung
Der Hochaltar aus 1948 wurde unter Verwendung von alten Teilen zusammengesetzt, er trägt über dem Tabernakel eine Madonna mit Kind um 1480 in einem Strahlenkranz und die seitlichen Konsolfiguren der Heiligen Elisabeth und Barbara aus dem 17. Jahrhundert, er zeigt vier Evangelistenbilder um 1740. 
Die Seitenaltäre aus 1669 schuf der Tischler Michael Pruest mit dem Maler Georg Haim. Der linke Seitenaltar zeigt zwischen kannelierten Säulen das Altarblatt Christus am Kreuz mit Maria und Johannes 1669. Der rechte Seitenaltar zeigt die hl. Maria unter dem Kreuz, eine Kopie des Gnadenbildes von Maria Elend.
Das neugotische dreiteilige Orgelprospekt mit einer Zinnenbekrönung entstand 1912 mit einem Werk von Mauracher. Eine Glocke nennt Georg Achthaller 1564.